# Вольфрам Леве
Вольфрам Леве (нім. Wolfram Löwe, нар. 14 травня 1945, Маркранштедт) — східнонімецький футболіст, що грав на позиції півзахисника.
Виступав за «Локомотив» (Лейпциг), а також національну збірну НДР. У складі збірної — олімпійський чемпіон.

## Клубна кар'єра
Народився 14 травня 1945 року в місті Маркранштедт. Вихованець юнацьких команд футбольних клубів SSV Markranstädt, Carriera sportivo та Motor Markranstädt.
У дорослому футболі дебютував 1963 року виступами за команду «Локомотив» (Лейпциг), кольори якої і захищав протягом усієї своєї кар'єри гравця, що тривала цілих вісімнадцять років. З сезону 1965/66 він був основним гравцем команди, а в 1967 році став віце-чемпіоном НДР. У сезоні 1969/70 забив 21 гол, що дозволило стати йому найкращим бомбардиром другого дивізіону чемпіонату НДР і допомогти своїй команді виграти його та повернутись до Оберліги. Наступний його успіх був лише в сезоні 1973/74, коли він вийшов з клубом у півфінал Кубка УЄФА, програвши там «Тоттенгем Готспур» (1:2 та 0:2). У 1976 році він виграв Кубок НДР. Також у 1970, 1973 та 1977 роках Леве з командою грав у фіналі національного кубка, але команда з Лейпцигу програвала їх. 

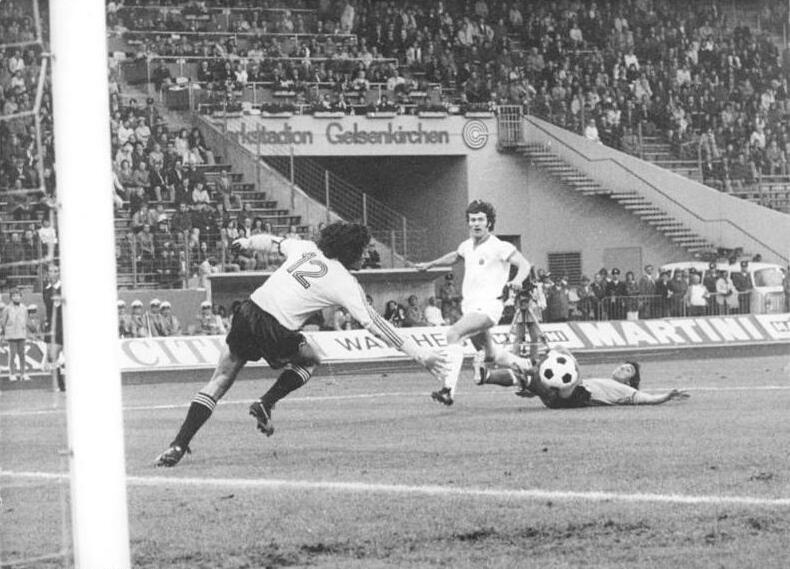
Леве (в центрі) пробиває по воротах аргентинця Убальдо Фільйоля на чемпіонаті світу 1974 року.

Завершив свою футбольну кар'єру в 1980 році. Всього у складі «Локомотива» провів 432 матчі (321 в Оберлізі, 29 у другому дивізіоні, 52 в кубку і 30 в єврокубках), в яких забив 145 голів (108 в Оберлізі, 21 у другому дивізіоні, 26 в кубку і 11 в єврокубках).

## Виступи за збірну
17 травня 1967 року дебютував в офіційних іграх у складі національної збірної НДР в товариському матчі проти збірної Швеції, що завершився перемогою східних німців з рахунком 1:0.
У складі збірної був учасником єдиного для своєї країни чемпіонату світу 1974 року у ФРН. На турнірі він зіграв у чотирьох матчах, включаючи перший матч зі збірної Австралії, а команда не подолала другий груповий етап.
У 1976 році Леве у складі олімпійської збірної поїхав в Монреаль на XXI літні Олімпійські ігри, на яких зіграв у всіх п'яти матчах своєї команди, яка стала чемпіоном, і забив один гол у ворота збірної Франції. 
Свій останній виступ за збірну Леве провів у відбірковому матчі до чемпіонату світу 1978 року проти збірної Австрії 12 жовтня 1977 року, той матч завершився нічиєю з рахунком 1:1, а сам Леве забив гол після чого на 56-й хвилині був замінений на Ганса-Юргена Рідігера. Загалом протягом кар'єри у національній команді, яка тривала 11 років, провів у її формі 40 матчів, забивши 12 голів.

## Титули і досягнення

### Командні
Збірна НДР
- Олімпійський чемпіон: 1976

«Локомотив» (Лейпциг)
- Срібний призер чемпіонату НДР: 1967
- Бронзовий призер чемпіонату НДР (2): 1964, 1966
- Володар Кубка НДР: 1976
- Фіналіст Кубка НДР (4): 1964, 1970, 1973, 1977

### Особисті
- Найкращий бомбардир другого дивізіону чемпіонату НДР: 1970 (21 гол)
- 26-е місце в списку гравців з найбільшою кількістю матчів, зіграних в Оберлізі НДР: 321 матч